# 菅波茂
菅波 茂（すがなみ しげる、1913年〈大正2年〉2月25日 - 1982年〈昭和57年〉12月23日）は、日本の政治家、医師。自由民主党衆議院議員。

## 来歴・人物
福島県いわき市生まれ。磐城中学校（現・福島県立磐城高等学校）、昭和医学専門学校（現・昭和大学医学部）を卒業後、千葉医科大学第二内科研究室を経て、四倉町にて家業の病院を継ぐ。
1963年（昭和38年）、福島県議会議員に石城郡から自民党公認で立候補して初当選を果たした。1967年（昭和42年）1月8日に県議を辞職した。同月、第31回衆議院議員総選挙で旧福島3区から自民党公認で立候補し初当選（当選同期に塩川正十郎・加藤六月・河野洋平・中尾栄一・藤波孝生・武藤嘉文・坂本三十次・塩谷一夫・水野清など）。以後6回連続当選。
番町政策研究所に所属。環境、労働各政務次官、衆院文教委員長などを歴任した。生家が漁師の網元であったことから水産政策にも深く関わり、自民党政調会の水産部長や海洋対策特別委員長も経験した。
議員在職中の1982年（昭和57年）12月23日、自身が開いたいわき市の菅波病院で死去した。69歳没。同年12月28日、特旨を以て位記を追賜され、死没日付をもって正四位に叙され、勲二等旭日重光章を追贈された。追悼演説は翌1983年2月8日、衆議院本会議で上坂昇が行った。
地盤は田中角栄元首相の娘婿である田中直紀が継承した。